# Portugiesisch-tibetische Beziehungen
Die portugiesisch-tibetischen Beziehungen beschreiben das Verhältnis zwischen Portugal und Tibet. Ihre Beziehungen gehen auf das 17. Jahrhundert zurück, als portugiesische Entdecker und insbesondere Missionare als erste Europäer nach Tibet kamen.
Seit dem Ende des unabhängigen Tibets 1951 bestimmen die chinesisch-portugiesischen Beziehungen die offiziellen Beziehungen.
Die portugiesische Ortschaft Sistelo ist in Portugal auch als „kleines portugiesisches Tibet“ bekannt, auf Grund seiner geografischen Lage, umgeben von Terrassenfeldern am Rande des gebirgigen Nationalparks Peneda-Gerês.

## Heutige Beziehungen
Das Verhältnis wird, neben den lang zurückliegenden historischen Bezugspunkten, vom heutigen portugiesischen zivilgesellschaftlichen Engagement für Tibet und die Internationale Tibet-Unabhängigkeitsbewegung bestimmt.
Mangels tibetischer Eigenstaatlichkeit bestehen keine diplomatischen Beziehungen, auch Angaben zu bilateralem Handel oder gegenseitiger Migration existieren daher nicht.
Die Tibetische Exilregierung wird von Portugal nicht anerkannt, im Einklang mit der internationalen Staatengemeinschaft, jedoch kam Staatsoberhaupt Tenzin Gyatso, der 14. Dalai Lama, mehrmals zu Besuch nach Portugal, zuletzt 2007.
Vor allem seit 2008 flüchten Tibeter auch nach Portugal, wo ihnen zwar keine tibetische Staatsangehörigkeit anerkannt wird, sie jedoch Aufenthaltspapiere mit wahlweise indischer oder chinesischer Staatsangehörigkeit erhalten.

## Geschichte

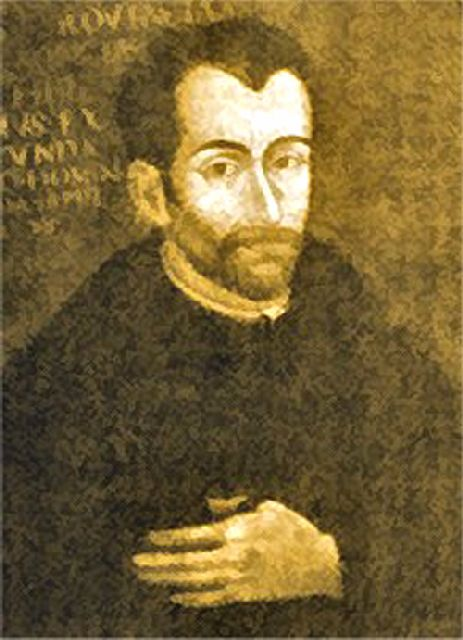
Der Jesuit Antonio de Andrade kam 1624 als erster Europäer in Tibet an.

Vom indischen Goa aus, ab 1510 Zentrum des fernöstlichen Teils des Portugiesischen Weltreichs, weitete Portugal seine wirtschaftlichen und diplomatischen Kontakte aus und betätigte sich in der Missionierung. Die Jesuiten waren hier besonders aktiv: ihr Netz umfasste 1623 vier sogenannte Missionsprovinzen, eine von ihnen war „Indien nördlich von Goa und Tibet“.
Die Jesuiten Antonio Freire de Andrade und Manuel Marques kamen 1624 als erste Europäer nach Tibet. Sie gründeten eine jesuitische Mission, sammelten Wissen über das Land, und waren die ersten Europäer, der den Himalaya überquerten, 1625 über den Manapass. Zwei Jahre später kamen mit Estêvão Cacella und João Cabral zwei weitere portugiesische Priester nach Tibet. Sie forschten und sammelten Wissen über das Land und sandten ihre Erkenntnisse nach Goa. Sie vermuteten in Tibet das im Buch Jesaja in der Bibel prophezeite Reich am Ende der Zeiten, das auf hohen Bergen liege, von wo mächtige Ströme entsprängen.
Mit dem Verfall des portugiesischen Kolonialreichs endete die portugiesische Präsenz in Tibet. Ende des 19. Jahrhunderts kam Tibet zunächst langsam unter britischen Einfluss, bis ab 1912 der unabhängige Staat Tibet entstand. Zwischenstaatliche Beziehungen zu Portugal entstanden dabei nicht, Tibet eröffnete keine eigenen Vertretungen im Ausland und ging nur zu seinen Nachbarländern diplomatische Beziehungen ein.
Der Tibetaufstand vom 10. März 1959 erhielt in Portugal kaum Aufmerksamkeit, auch auf Grund der herrschenden Pressezensur des Salazar-Regimes. Der 10. März wird jedoch heute von Tibet-interessierten Menschen in Portugal als „Tag des Tibetaufstands“ begangen.
Am 3. und 4. Oktober 2007 fand in Lissabon ein internationaler Kongress zur Präsenz des Buddhismus in Portugal statt. In dem Rahmen fanden auch einige Veranstaltungen zur portugiesisch-tibetischen Geschichte statt und es erschienen zwei Bücher u. a. mit historischen Dokumenten.
Nach den Unruhen in Tibet 2008 formierte sich auch in Portugal Protest gegen das chinesische Vorgehen in Tibet. So fanden Demonstrationen und Gedenkfeiern vor der chinesischen Botschaft in Lissabon statt und es gründeten sich Unterstützergruppen, insbesondere die bis heute aktive Grupo de Apoio ao Tibete (portugiesisch für: „Unterstützungsgruppe für Tibet“, GAT). Die Demonstranten nahmen Anteil an Tibet und stellten die zu erreichende Freiheit Tibets in Bezug zur bereits wiedererlangten Freiheit Osttimors.

## Portugiesisches zivilgesellschaftliches und politisches Engagement
Die wichtigste Gruppe, die sich in Portugal mit Tibet befasst, ist die Grupo de Apoio ao Tibete (GAT). Sie gründete sich 2008, nach den Tibetischen Unruhen 2008, und ist in das Netz internationaler Unterstützungsgruppen für Tibet eingebunden. Sie unterstützt den friedlichen Unabhängigkeitskampf Tibets und die Bewahrung tibetischer Kultur und Traditionen, zudem leistet sie politische und gesellschaftliche Arbeit.
Die União Budista Portuguesa (portugiesisch für: „portugiesische buddhistische Union“) engagiert sich, als Verband der Buddhisten in Portugal, auch für Tibet.
Auch Kulturschaffende aus Portugal engagieren sich für Tibet. Gelegentlich reisen sie dazu auch nach Tibet, etwa der Fotograf Carlos Brum Melo, der 2015 in Tibet sowohl der tiefen Beziehung der Tibeter zum Buddhismus als auch der beunruhigenden Beziehungen zwischen tibetischer Bevölkerung und chinesischer Regierung nachging. Zur Eröffnung seiner Ausstellung Tibete, na sombra do tecto do mundo (portugiesisch für: „Tibet: im Schatten des Dachs der Welt“) am 3. April 2017 an der Universität Lissabon kam auch Vincent Metten von der International Campaign for Tibet.
Die politischen Parteien im portugiesischen Parlament beschäftigen sich immer wieder mit Tibet und zeigen sich dabei meist besorgt über die Situation von Menschenrechten und Pressefreiheit unter der chinesischen Verwaltung. Die Partei Pessoas – Animais – Natureza (PAN) etwa erinnerte mehrmals an die Opfer der repressiven chinesischen Tibet-Politik.